# Deh-e Reẕvān
Deh-e Reẕvān (persiska: ده رضوان) är en ort i Iran.   Den ligger i provinsen Kermanshah, i den nordvästra delen av landet, 400 km väster om huvudstaden Teheran. Deh-e Reẕvān ligger 1 802 meter över havet och antalet invånare är 404.
Terrängen runt Deh-e Reẕvān är kuperad åt nordost, men åt sydväst är den platt.Runt Deh-e Reẕvān är det ganska tätbefolkat, med 72 invånare per kvadratkilometer. Närmaste större samhälle är Charmaleh-ye Pā‘īn, 15,9 km öster om Deh-e Reẕvān. Trakten runt Deh-e Reẕvān består i huvudsak av gräsmarker.